# Johann Heinrich Voß
Johann Heinrich Voß (ur. 20 lutego 1751 w Sommersdorfie, w Meklemburgii-Strelitz, zm. 29 marca 1826 w Heidelbergu) – niemiecki poeta i tłumacz. Identyfikował się jako potomek Słowian połabskich z gałęzi obodrzyckiej.
Jego ojciec był rolnikiem. W latach 1766–1769 uczył się w Gimnazjum w Neubrandenburgu. W 1772 przeniósł się do Getyngi, gdzie studiował filologię.